# Hans von Gochsheim
Hans von Gochsheim war im 15. Jahrhundert vermutlich Zentgraf von Mudau und Schreiber und Illustrator einer Geschichte zu einem Braunschweiger Herzog.

## Leben
Über Hans von Gochsheim ist wenig bekannt, außer dass er im 15. Jahrhundert Zentgraf von Mudau im badischen Odenwald gewesen sein muss. Der obere Zent Mudau war dem Benediktiner-Kloster Amorbach unterstellt, gehörte zu Kurmainz und hatte ein Zentgericht dem 28 Dörfern zugeordnet waren. In seinem Aufsatz versucht Behr etwas Licht ins Dunkel der Vermutungen zu bringen.
Im Jahre 1471/74 brachte Hans von Gochsheim eine bebilderte Geschichte „Die Meerfahrt des Herrn von Braunschweig“ ("eyn Buoch von dem edeln Hern von Bruneczwigk als er über mer fuore") zu Papier. Abgedruckt ist sie in der Sammelhandschrift von Michel Wyssenherre im Kodex poet.et phil.fol.4, die sich überwiegend mit „Reise und fiktiven Reiseberichten“ befasst.
Behr vermutet, dass Hans von Gochsheim mit wirklichem Namen Hans von Eberstein (* 1. Juni 1421; † 1479) hieß, aus Gochsheim kam und zeitweise und infolge chronischer Geldnot als Vasall des Mainzer Kurfürsten und Erzbischofs Adolf II. von Nassau in Mudau sein Auskommen hatte und dort die Hoheitsrechte wahrnahm.